# Teranodes
Teranodes Raven, 1985 è un genere di ragni appartenente alla Famiglia Hexathelidae.

## Distribuzione
Le due specie note di questo genere sono diffuse in Australia, nello Stato di Victoria: la T. montanus è stata rinvenuta anche in Tasmania.

## Tassonomia
A seguito di un lavoro del 1980 su alcuni esemplari denominati Bymainiella montana (Hickman, 1927), l'aracnologo Raven li ascrisse ad un nuovo genere Terania Raven, 1980; in un successivo lavoro del 1985 dovette cambiarvi nome in quello attuale, Teranodes, in quanto Terania Pirán, 1963 già designa un genere di eterotteri pentatomidi.
Attualmente, a giugno 2012, si compone di due specie:
- Teranodes montanus (Hickman, 1927)[2] — Tasmania, Victoria
- Teranodes otwayensis (Raven, 1978) — Victoria